# Branko Rudolf
Branko Rudolf, slovenski esejist, filozof, kritik, pedagog, pesnik in pisatelj, * 31. oktober 1904, Slovenske Konjice, † 22. april 1987, Maribor.

## Življenje
Rodil se je leta 1904 v Slovenskih Konjicah, v družini odvetnika Ivana Rudolfa in Josepine Rudolf. Končal je nižjo in višjo klasično gimnazijo v Mariboru leta 1922. Po maturi leta 1922, je najprej eno leto obiskoval medicinsko fakulteto v Zagrebu, kjer je spoznal Jožeta Potrča, ki ga je motiviral za družbeno problematiko. Naslednje leto, leta 1924, je prestopil na študij naravoslovja (zoologije in botanike). 
Diplomiral je leta 1930, poučeval je klavir ter zraven pisal. Kasneje je kot profesor služboval na realnih gimnazijah v Celju (1931-1934), Novem mestu in Mariboru (1937-1941). Bil je prijatelj s Tonetom Čufarjem, Antonom Ingoličem, Miškom Kranjcem, Francetom Miheličem in Božom Voduškom. 
Po končani drugi svetovni vojni je delal v uredništvu lista Novi čas v Murski Soboti. Urejal je kulturno rubriko Ljudske pravljice v Ljubljani. Od leta 1947 je bil profesor na Prvi gimnaziji Maribor, od leta 1948 direktor mariborske Drame in upravnik SNG v Mariboru, od leta 1949 urednik poljudnoznanstvene knjižnice pri Slovenskem knjižnem zavodu v Ljubljani in glavni urednik založbe Obzorja. Od leta 1954 do upokojitve leta 1984 je bil ravnatelj Umetnostne galerije v Mariboru. Bil je tudi redni član jugoslovanske sekcije Mednarodnega združenja umetnostnih kritikov AICA. Umrl je leta 1987 v Mariboru.

Njegova sestra Vida Rudolf je bila pesnica in pisateljica.
Njegov sin Franček Rudolf je dramatik, kritik, pesnik,  pisatelj, publicist, režiser in scenarist.

## Delo
Večina Rudolfovih pesmi, esejev in kritik je izšla v povojnem obdobju. Objavljal je v Ljubljanskem zvonu, Mlademu Prekmurcu, Modri ptici, Obzorjih in v Sodobnosti. Kot esejist, kulturni in literarni zgodovinar ter filozof je napisal štiri knjige: Maske in časi (1955), Dialektika (1963, druga izdaja 1977), Umetnost in družba (1979), O izvoru slovenske moderne (1979). Za odrasle je izdal tri pesniške zbirke, Svet in jaz (1954), Žvegla potepuhova (1960) ter Odmevi času (1976) in pa nekaj kratkih proznih besedil v knjigi Nespodobne cvetice (1955). Pisal je tudi za otroke. Vse njegove lutkovne igre, razen ene (Pod zvezdo, 1947), so ostale v rokopisu, vendar so bile kljub temu uprizorjene. V knjigi Čudno jezero (1953) je združil dve pravljici, Čudno jezero in Jež-ptič-kača-svinja-koza-zmaj ter basen Konj in kača. Zamorček in ladjica (1955) je zbirka otroških pesmi, v kateri se nahaja tudi znana pesemica Huda mravljica (1955). Leta 1969 je izšla še ena njegova zbirka pesmi in pravljic, Huda mravljica (ponatis leta 1980). 
Mladinska dela Branka Rudolfa kažejo, kako njihov ustvarjalec ostaja otroško naiven, veselo šaljiv, zaupajoč v lepo in dobro, a hkrati otroško prestrašen ob pošastih, ki segajo v dogajanja med ljudmi in žive v notranjosti posameznikov.— Alenka Glazer v knjigi: Branko Rudolf : Srebrna ribica (1995). Založba Mladinska knjiga.
Njegove pesmi razodevajo, kako se pesnik rad pošali, saj njegov humor preobrne svet, to pa je otrokom prav pogodu.— Darja Kramberger v knjigi: Branko Rudolf : Huda mravljica (1980, drugi ponatis). Založba Mladinska knjiga.

## Zanimivosti
- Bil je dovzeten za šale in humor.
- Ukvarjal se je z glasbo, igral je kar nekaj inštrumentov.
- Gledališče je spoznal že s petimi leti, pozneje ga je prevzela tudi plesna umetnost.
- V otroštvu je zaradi svoje domišljije videl in slišal različne pošasti, ki jih je včasih tudi narisal.
- Vse življenje je občudoval lepoto narave.
- Njegovo pesem Huda mravljica (1969) je uglasbil Marijan Vodopivec, izvaja pa jo Romana Krajnčan.

### Pesniške zbirke
- Svet in jaz 1954 (COBISS)
- Žvegla potepuhova 1960 (COBISS)
- Odmevi času 1976 (COBISS)

### Pripovedna proza
- Nespodobne cvetice 1955 (COBISS)

### Mladinsko slovstvo
- Pod Zvezdo , Mladinska knjiga, Ljubljana, 1947 (COBISS)
- Srebrna ribica 1953 (COBISS)
- Čudno jezero 1953 (COBISS)
- Zamorček in ladjica 1955 (COBISS)
- Huda mravljica 1969 (COBISS)

### Esejistika, publicistika
- Maske in časi 1955 (COBISS)
- Dialektika 1963 (COBISS)
- Umetnost in družba 1976 (COBISS)
- O izvoru slovenske moderne 1979 (COBISS)